# SS-078 유관순
SS-078 유관순은 대한민국 해군의 손원일급 잠수함의 6번함이다.

## 역사
2015년 5월 7일 오후, 경남 거제 대우조선해양에서 214급 잠수함 6번함인 유관순함이 진수했다. 2017년 7월 11일 취역했다.